# Palowanie

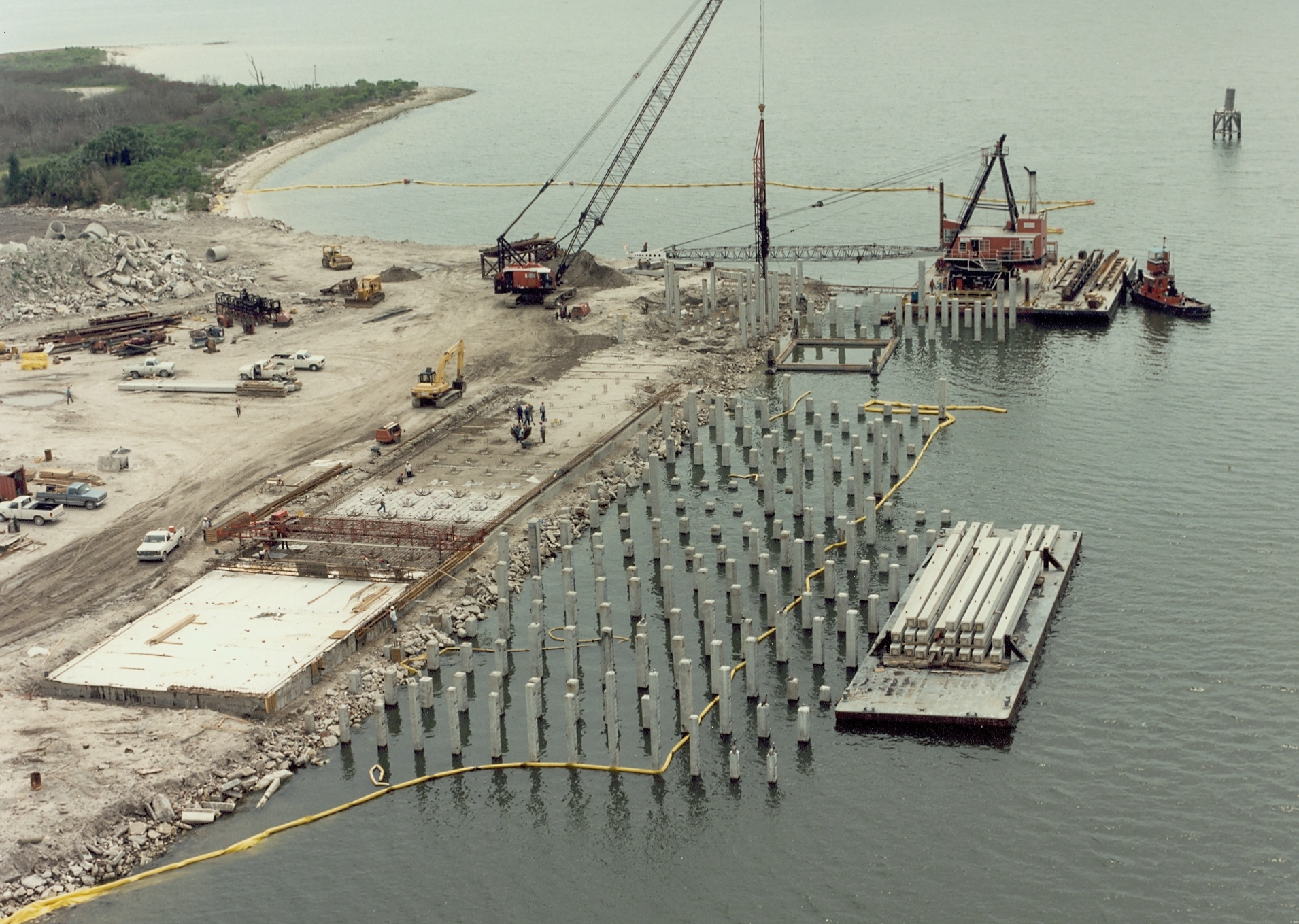
Montaż strunobetonowych pali

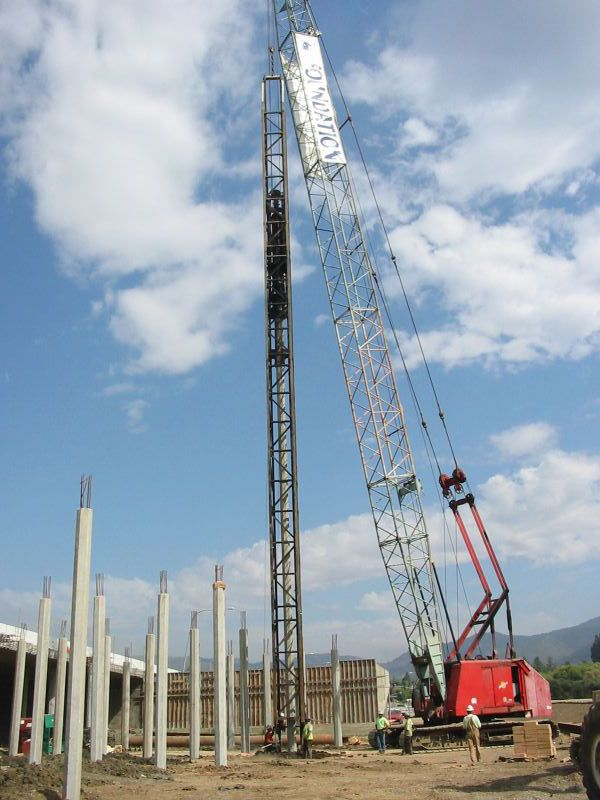
Palownica

Palowanie – jedna z grup robót fundamentowych polegająca na osadzaniu w gruncie przy użyciu odpowiednich technologii stałych pali.
W procesie palowania można wyróżnić fazy:
- wciskanie, wbijanie lub wkręcanie pala lub rury obsadowej i wiercenie otworu
- formowanie trzonu pala[1]
- prace pomocnicze

## Technologie palowania

### Wbijanie pali gotowych
- żelbetowe
- sprężone
- stalowe o przekroju rurowym lub kombinowane
- drewniane

### Formowanie pali w gruncie w rurach obsadowych
- metoda KPF (Franki)
  - na dnie rury obsadowej tworzy się korek z betonu lub kruszywa i wbija się go przy użyciu młotów wciągarkowych
  - po wbiciu na żądaną głębokość formuje się trzon pala, jednocześnie wyciągając rurę obsadową i wbijąc "półsuchą" mieszankę betonową
  - pale dodatkowo można zbroić
  - nośność pali do 200 ton, długości do 25 m

- metoda Vibro
  - rury obsadowe zakończone butem stalowym lub żelbetowym, wbijane w grunt przy użyciu kafarów z młotami
  - formowanie pala w rurze obsadowej poprzez wprowadzanie porcjami mieszanki betonowej o konsystencji plastycznej i wyciąganie rury dodatkowo uderzanej młotem
  - długość pali do 20 m

- metoda Alcon
  - rura obsadowa odpowiednio zakończona u dołu stożkowym zgrubieniem z butem, wkręcana i jednocześnie wciskana siłą ok. 20 ton
  - mieszanka betonowa wprowadzana poprzez specjalny pojemnik na szczycie rury obsadowej a rura jest jednocześnie wykręcana i wyciągana z siłą ponad 40 ton

### Formowanie pali w gruncie w otworach wierconych
- metoda Wolfsholz
  - rura obsadowa wprowadzana we wcześniej wykonany otwór wiertniczy wykonywany zazwyczaj ręcznie przy użyciu prostych narzędzi
  - przy formowaniu pala do rury obsadowej doprowadza się sprężone powietrze, które usuwa z otworu wodę gruntową a jednocześnie wciska płynny beton doprowadzany przez specjalny podajnik
  - metoda stosowana w wyjątkowych sytuacjach (trudny dostęp, kiedy są niedopuszczalne wstrząsy)
  - długość pali do 20 m

- metoda HW
  - podobna do technologii Wolfsholz, jedynie wiercenie otworów odbywa się przy użyciu wybieraków dłutowych, a zagłębianie rury dokonywane jest mechanicznie głowicą pokrętną

- metoda Benoto
  - rura obsadowa pogrążana w grunt ruchem pokrętnym przy użyciu zestawu siłowników hydraulicznych
  - następnie wiercenie otworu w zagłębionej rurze obsadowej przy zastosowaniu wybieraka dłutowego
  - formowanie pala podczas wyciągania rury obsadowej; w zależności od tego czy w otworze jest woda, beton układany za pomocą rury kontraktorowej lub po prostu wrzucany do otworu

- metoda Salzgitter
  - otwór wykonywany przy użyciu wierteł wprawianych w ruch obrotowy poprzez żerdź wiertniczą i stół obrotowy; dodatkowo układ pomp wysysa urobek przez otwór w żerdzi lub wytłacza poza żerdzią
  - betonowanie pala podobnie jak w metodzie Benoto

- metoda Icos-Weder
  - otwór drążony w płuczce iłowej przy użyciu specjalnego chwytaka
  - formowanie pali podobnie jak w metodzie Benoto i Salzgitter
  - metoda stosowana do wykonywania głębokich lub obszernych palowań